# Göteborg
Göteborg (výslovnost  [jœteˈbɔrj], počeštěně obvykle /jéteborg/; anglicky Gothenburg) je druhé největší švédské město, leží v provincii Västergötland na západním pobřeží Švédska u zálivu Kattegat. Má 538 000 obyvatel, v celé metropolitní oblasti žije 674 500 lidí. Göteborg je rovněž považován za studentské město, na dvou zdejších univerzitách studuje zhruba 60 000 studentů, což je vůbec nejvíce v celé Skandinávii. Nazývá se také „zeleným městem“ nebo „nešvédským městem“, neboť je v něm spousta parků.

## Historie
Až do 17. století nemělo Švédsko prakticky žádný přístup k Severnímu moři, v mírových dobách mu však Dánové nebránili ve využívání ústí řeky Göta, Švédové zbudovali ve 13. století na jižním břehu řeky při jejím ústí pevnost Älvsborg, aby mohli kontrolovat veškerý vývoz a dovoz. V letech 1563 a 1612 zabrali pevnost Dánové a Švédové museli zaplatit pokaždé velké výkupné, aby dostali pevnost zpět.
V roce 1603 se švédský král Karel IX. rozhodl vystavět v místech severně od pevnosti zcela nové město, které dostalo podle řeky jméno Göteborg. O osm let později se ho zmocnili Dánové a vypálili ho. Za vrácení města požadovali milion říšských tolarů. Gustav II. Adolf tuto částku zaplatil a v roce 1619 s Dány uzavřel halmstadskou smlouvu.

## Památky

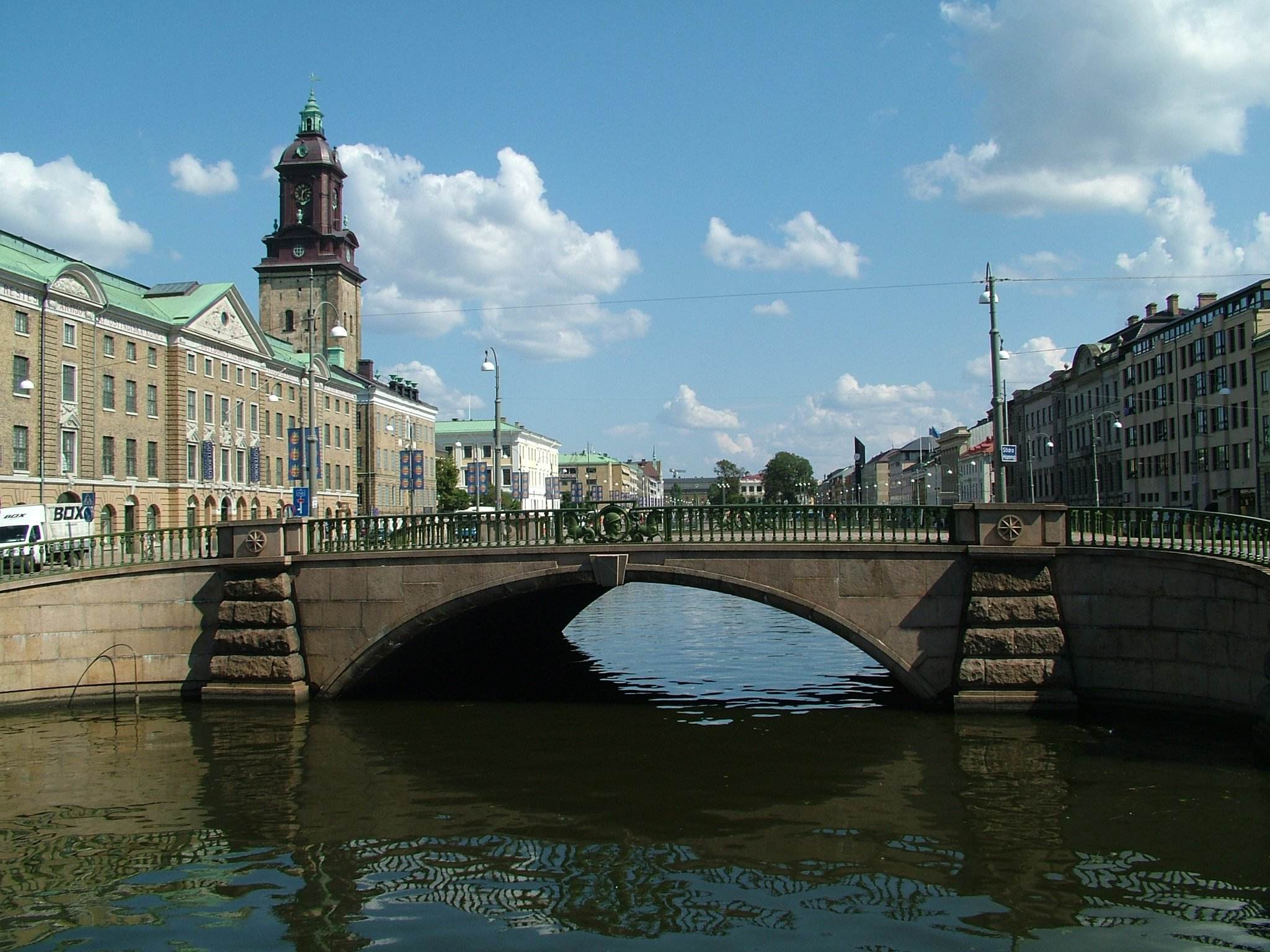
Mnoho staveb ve starém městě bylo postaveno podél kanálů.

Centrem historického města prochází Hamnkanalen, bývalý přístavní vodní kanál, který dnes využívají k projížďkám především turisté. Hradní příkop (Vallgraven), který do něho na jižní straně ústí, chránil v minulosti staré město a je i v současnosti naplněn vodou. Lemují ho četné parky. Při severním břehu přístavního kanálu stojí kostel Christine kyrka. Původně byl postaven pro holandskou menšinu, ale v posledním století už spíše sloužil zdejší německé obci, proto se mu také říká Tyska kyrkan. Na křižovatce mezi ulicemi Norra a Ostra Hamngatan stojí socha Gustava II. Adolfa, jenž je považován za zakladatele města. V centru Göteborgu, na druhé straně kanálu, byl v letech 1802–1815 vystavěn göteborský dóm. Na náměstí Kungsportsplatsen stojí socha Karla IX., z náměstí ústí ulice Kungsportsavenyn (zvaná Avenyn).
Bulvár Avenyn je městské korzo, považuje se za obdobu pařížského bulváru Avenue des Champs-Élysées. Kolem Poseidonovy kašny, která stojí uprostřed náměstí Götaplatsen, se ve směru hodinových ručiček vedle sebe řadí městské divadlo (Stadsteatern), muzeum umění (Kunstmuseet), umělecká hala (Kunsthallen) a koncertní síň (Konserthuset). Jihovýchodně od náměstí Götaplatsen leží zábavní park Liseberg, jeden z největších v Evropě. V létě se zde konají divadelní představení. Ve městě je rybí tržnice zvaná Feskekorken, kde se prodávají ryby, humři a langusty.
Na severním konci nábřeží byla v roce 1994 otevřena hypermoderní operní scéna Operan. Budova göteborské opery našla inspiraci v podobné stavbě v australském Sydney. Na druhé straně malého přístaviště Lilla Bommens Hamm poblíž opery se nachází jediná göteborská výšková budova Utkiken, z jejíž vyhlídkové terasy je nádherný výhled na město.

## Obyvatelé
Ve městě žije mnoho národnostních menšin – přistěhovalci z Íránu, Súdánu, Jižní Ameriky a z bývalé Jugoslávie. Žijí především na sídlištích na periferiích města.

## Doprava

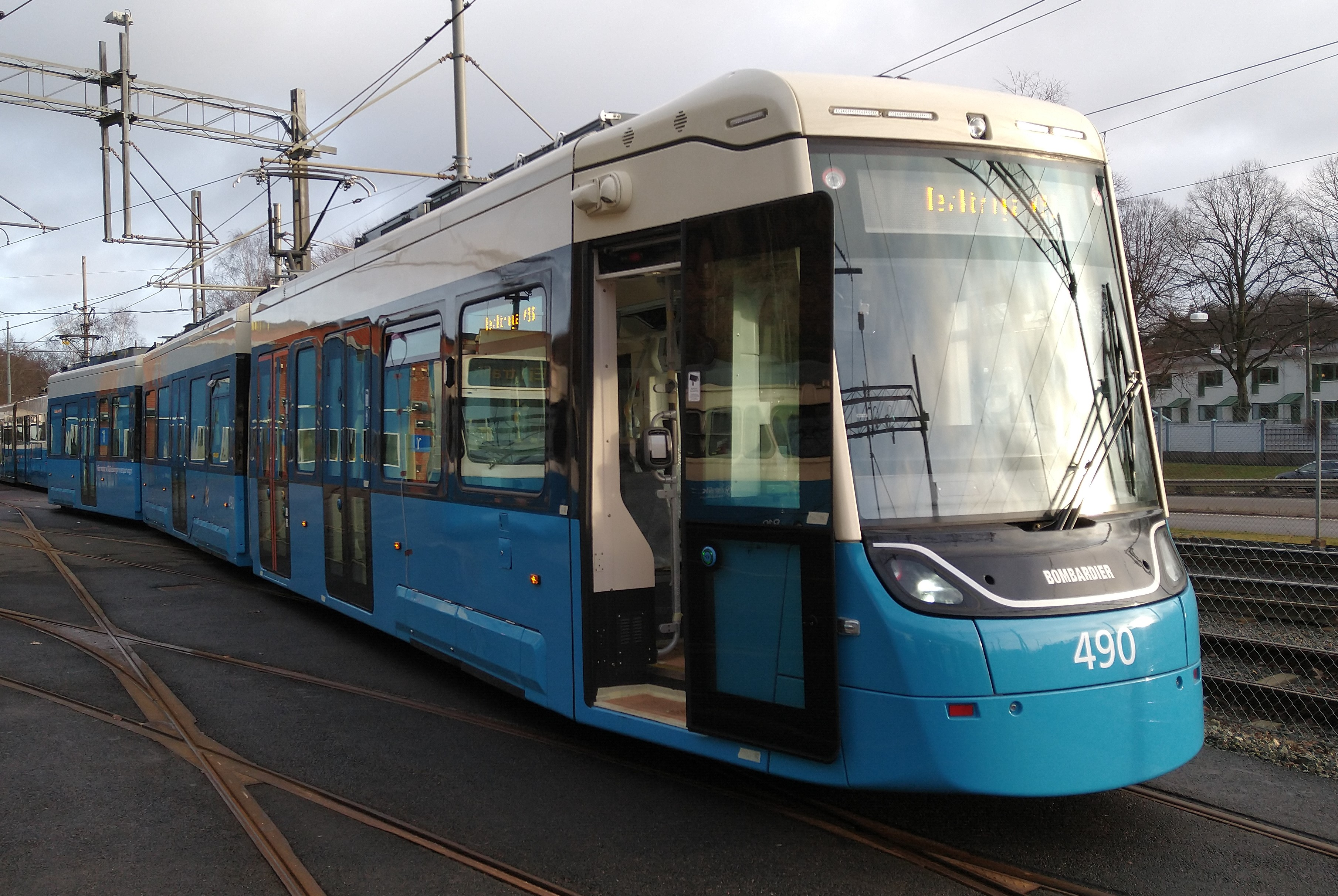
Zdejší tramvaj

V Göteborgu se nachází významný přístav, který je největší ve Skandinávii. Několik pravidelných trajektů spojuje město s Frederikshavnem, Kielem, Kristiansandem a Newcastlem. U města se nachází také dvě letiště. Göteborg Landvetter, 19 km východně od města, je druhým největším letištěm v zemi. Méně využíván je Göteborg City Airport, nacházející se 14 km severozápadně od města, kam je možné cestovat vlaky. V Göteborgu má sídlo automobilka Volvo. Dříve zde byly také loděnice – později se však lodní průmysl přesunul ze Švédska do Číny a na místech původních továren vznikly parky.
V roce 1996 zavedlo město jako první ve Švédsku tzv. nízkoemisní zónu s cílem snížit znečištění ovzduší prachem a oxidy dusíku. Starší nákladní automobily sem smějí vjíždět, jen pokud jsou vybaveny certifikovaným prachovým filtrem. Díky tomu emise prachových částic z nákladní dopravy poklesly asi o 40 %. Tento úspěšný experiment inspiroval později další města v řadě zemí Evropy.

## Sport

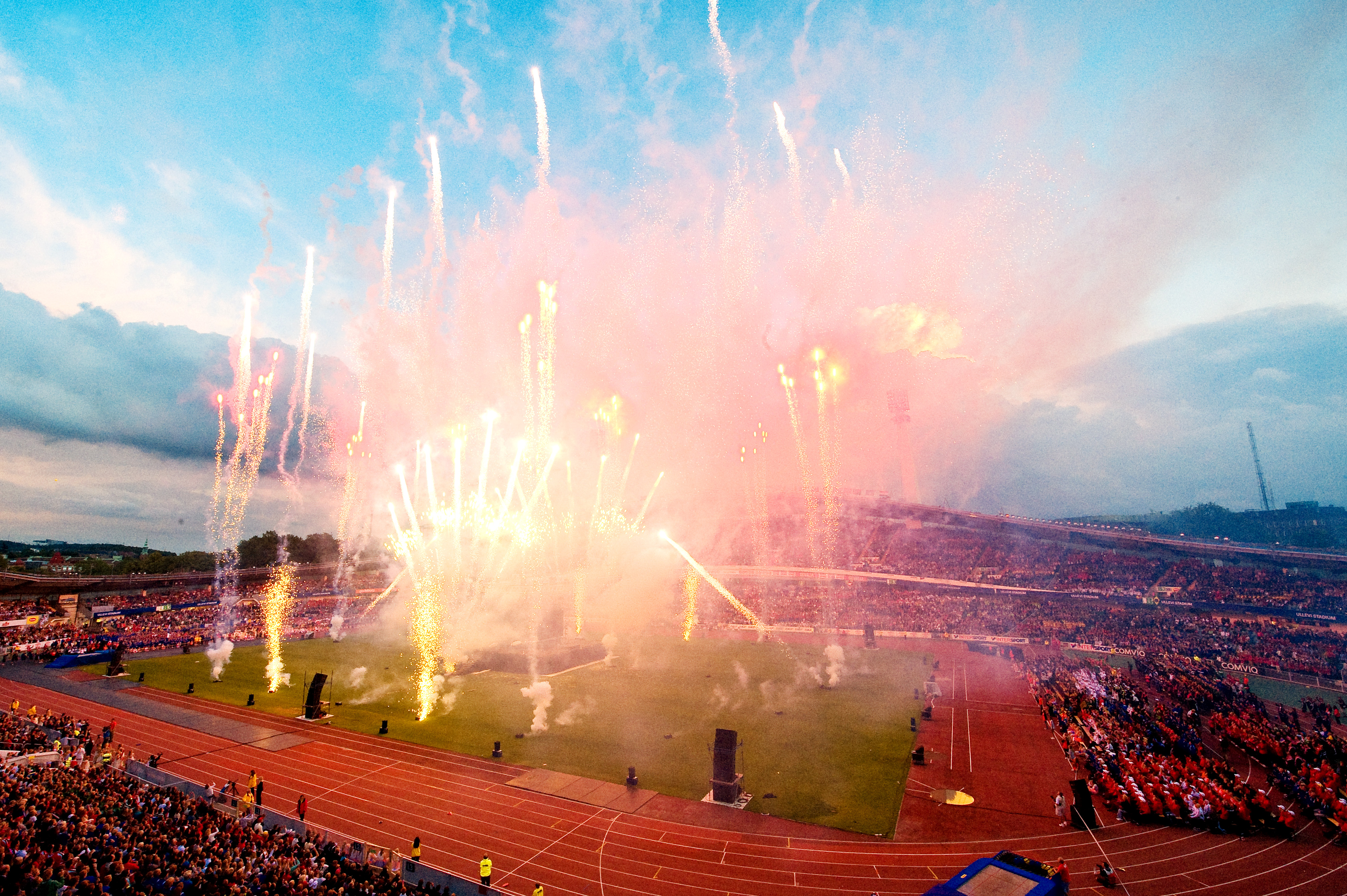
Ceremonie během Gothia Cupu

Ve městě se nachází stadion Ullevi, který se poprvé představil v roce 1958 při fotbalovém mistrovství světa pořádaném ve Švédsku. Hrála se tu jedna ze skupin, čtvrtfinálové a semifinálové utkání a také souboj o bronzovou medaili. Na fotbalovém mistrovství Evropy v roce 1992 se tu opět konala utkání jedné ze skupin, semifinále a finálové utkání šampionátu.
Stadion Ullevi hostil také řadu atletických akcí: v roce 1995 mistrovství světa, v roce 1999 mistrovství Evropy atletů do 23 let a roku 2006 mistrovství Evropy v atletice. V roce 1977 se v Göteborgu proběhlo atletické mistrovství světa veteránů. Ve dnech 30.–31.8.1975 se tu uskutečnilo mezistátní atletické utkání Švédska s Československem.
Göteborg je domovem fotbalových klubů IFK Göteborg, Örgryte IS, GAIS a BK Häcken, hokejového klubu Frölunda HC a házenkářského klubu Redbergslids IK.
Dějištěm hokejových utkání je hala Scandinavium. V této hale se třikrát (1974, 1984 a 2013) konalo halové mistrovství Evropy v atletice. Každý rok se zde pořádá mezinárodní florbalový turnaj pro hráče od 11 do 19 let (Gothia Cup) a také největší házenkářský turnaj světa Partille cup. Ve městě se také dvakrát (1976 a 2008) pořádalo mistrovství světa v krasobruslení. V hale Scandinavium se také konalo juniorské mistrovství světa v hokeji na přelomu roků 2023 a 2024. V této hale se v rámci tohoto turnaje hrála jedna základní skupina, dvě čtvrtfinálová utkání, obě semifinálová utkání, utkání o bronz a finálový zápas.

## Významní rodáci
- Gunnar Gren (1920–1991), fotbalista
- Per Wahlöö (1926–1975) – spisovatel a novinář
- Bengt Hallberg (1932–2013), klavírista a skladatel
- Ingemar Johansson (1932–2009), boxer, zlatý medailista v těžké váze z LOH 1952
- Sven Wollter (1934–2020) – herec
- Jan Eliasson (* 1940), politik, diplomat, předseda Valného shromáždění OSN v letech 2005–2006 a náměstek generálního tajemníka OSN v letech 2012–2016
- Björn Ulvaeus (* 1945), textař, hudební skladatel, zpěvák, člen ABBY
- Stellan Skarsgård (* 1951), herec
- Glenn Hysén (* 1959), bývalý profesionální fotbalista
- Mikkey Dee (* 1963), bubeník, člen skupiny Motörhead
- Helen Alfredssonová (* 1965), bývalá golfistka
- Mikael Ljungberg (1970–2004), zápasník – klasik, olympijský vítěz z LOH 2000
- Daniel Alfredsson (* 1972), bývalý profesionální hokejista
- Anders Fridén (* 1973), frontman a vokalista švédských skupin In Flames a Passenger
- Teddy Lučić (* 1973), bývalý fotbalový obránce a reprezentant
- Stefan Olsdal (* 1974), baskytarista a hráč na klávesy
- Henrik Stenson (* 1976), profesionální golfista
- Christian Olsson (* 1980), atlet, trojskokan, olympijský vítěz, mistr světa, dvojnásobný halový mistr světa, dvojnásobný mistr Evropy a halový mistr Evropy
- Emma Greenová (* 1984), bývalá atletka, skokanka do výšky
- Loui Eriksson (* 1985), profesionální hokejista
- Alicia Vikander (* 1988), herečka, držitelka Oscara
- Felix Arvid Ulf Kjellberg (* 1989), youtuber
- Viktor Blom (* 1990), pokerový hráč

## Partnerská města
- Bergen (Norsko)
- Turku (Finsko)
- Aarhus (Dánsko)
- Oslo (Norsko)
- Šanghaj (Čína)
- Lyon (Francie)
- Chicago (USA)
- Krakov (Polsko)
- Petrohrad (Rusko)
- Tallinn (Estonsko)
- Rostock (Německo)